# Ancepaspis longicauda
Ancepaspis longicauda är en insektsart som beskrevs av Brimblecombe 1959. Ancepaspis longicauda ingår i släktet Ancepaspis och familjen pansarsköldlöss. Inga underarter finns listade i Catalogue of Life.